# Anteia (Evros)
Anteia (em grego: Άνθεια; romaniz.: Antheia) é uma vila grega da unidade regional de Evros, no município de Alexandrópolis, na unidade municipal de Trajanópolis, na comunidade de Anteia. Próximo a ela estão as vilas de Arístino e Agnância. Desde a reforma administrativa de 2011, é a capital da unidade municipal de Trajanópolis. Segundo censo de 2011, têm 780 habitantes.